# Solveig
Solveig  è un nome proprio di persona norvegese, svedese e danese femminile.

## Varianti
- Danese: Solvej[1]
- Norvegese: Sølvi[1], Sylvi[3]
- Svedese: Solvig[1], Sylvi[1]

### Varianti in altre lingue
- Finlandese: Sylvi[3]
- Islandese: Sólveig[1]
- Lettone: Solveiga[1]
- Lituano: Solveiga[1]
- Norreno: Sólveig[1], Sǫlveig[2]

## Origine e diffusione

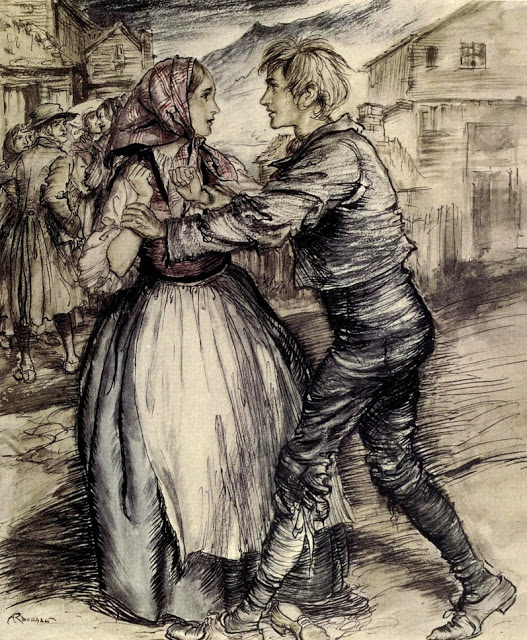
Solveig e Peer in un'illustrazione di Arthur Rackham per l'edizione del 1936 di Peer Gynt

Deriva dal norreno Sólveig, composto da salr ("casa", "grande stanza") e veig ("forza"); il primo elemento è poi stato associato a sól (sole, che era anche il nome di una dea della mitologia norrena), aiutando la diffusione del nome. È usato principalmente in Norvegia, dove raggiunse il picco di popolarità intorno al 1930, tanto da essere considerato, assieme a Kari (ipocoristico di Caterina), uno più tipici nomi norvegesi femminili; è inoltre noto per essere portato dalla protagonista dell'opera di Ibsen del 1876 Peer Gynt.
La variante Sylvi può anche essere considerata un diminutivo di Silvia.

## Onomastico
Essendo adespota, non celebra onomastico che viene fatto ricadere, per la tradizione cattolica, il 1º novembre, giorno di Ognissanti.

## Persone
- Solveig Dommartin, attrice e regista francese
- Solveig Gulbrandsen, calciatrice norvegese
- Solveig Gunbjørg Jacobsen, esploratrice norvegese
- Solveig Jørgensen, schermitrice danese
- Solveig Pedersen, fondista norvegese
- Solveig Rogstad, biatleta norvegese
- Solveig Slettahjell, cantante norvegese

### Varianti
- Sólveig Anspach, regista e sceneggiatrice islandese
- Solvejg D'Assunta, attrice, doppiatrice e direttrice del doppiaggio italiana
- Sylvi Listhaug, politica norvegese
- Sylvi Saimo, canoista finlandese
- Solvi Stübing, attrice, conduttrice televisiva, produttrice cinematografica e modella tedesca naturalizzata italiana